# 唐休璟
唐 休璟（とう きゅうけい、627年 - 712年）は、唐代の軍人・政治家。名は璿で、休璟は字であり、字をもって通称された。本貫は京兆郡始平県。

## 経歴
北周の驃騎大将軍・安邑県公唐規の曽孫にあたる。幼くして父を失い、『易経』を馬嘉運に、『礼記』を賈公彦に学んだ。明経に及第した。永徽年間、呉王府典籤を初任とした。異才を示すことなく、営州戸曹参軍に転じた。調露2年（680年）、単于都護府の突厥が反乱を起こし、奚や契丹を扇動して州県を侵すと、のちに奚や羯がまた桑乾の突厥とともに叛いた。休璟は都督の周道務の命を受けて兵を率いて独護山で突厥を撃破し、豊州司馬に抜擢された。永淳2年（683年）、突厥が豊州を包囲すると、都督の崔智弁が戦没した。唐の朝廷は豊州を廃止して、住民を霊州や夏州に移住させようとしたが、休璟は上書してこれに反対した。休璟の言は聞き入れられ、豊州は存続した。
垂拱年間、休璟は安西副都護に転じた。永昌元年（689年）、吐蕃が焉耆を攻め落とし、唐の安息道大総管・文昌右相（尚書右僕射）の韋待価と副使の閻温古が敗れると、休璟はその敗残兵を安西都護府に収容した。休璟は西州都督に転じ、安西四鎮を奪回するよう請願する上表をおこなった。長寿元年（692年）、武則天が王孝傑を派遣して吐蕃を撃破し、安西四鎮を奪回したのは、休璟の謀であった。聖暦元年（698年）、休璟は司衛寺卿となり、涼州都督・右粛政大夫を兼ね、持節隴右諸軍州大使をつとめた。
久視元年（700年）秋、吐蕃の大将の麹莽布支が数万騎を率いて涼州に侵攻し、洪源谷から入り、昌松県を包囲しようとした。休璟は数千人を率いて軍の先頭に立ち、六戦六勝して、吐蕃軍を撃破した。吐蕃の副将2人を斬り、2500人の首級を得て、京観を築いて凱旋した。この後休璟が入朝すると、吐蕃は使者を派遣して講和を願い出て、宴の席で休璟を盗み見ようとした。武則天がその理由を訊ねると、吐蕃の使者は「先年の洪源の戦いのとき、この将軍は雄猛無比で、わたしたちの将士の多くを殺しました。そのためかれのことを知りたいのです」と答えた。武則天は感嘆し、休璟は右武威衛大将軍・右金吾衛大将軍に抜擢された。
長安元年（701年）、突騎施の烏質勒が諸部と不和になり、兵を挙げて対峙したため、安西への道が途絶し、諸州からの上表や上奏が相次いだ。休璟は武則天の命を受けて宰相たちと情勢を協議し、安西諸州への軍事的対応は休璟の計画したものに決まった。武則天は「休璟は辺境の事務に通暁しており、卿ら10人いても1人に及ばない」と魏元忠らにいった。
ほどなく休璟は知政事のまま、太子右庶子に転じた。長安3年（703年）、契丹が侵入すると、休璟は夏官尚書・同鳳閣鸞台平章事（宰相）に任じられた。長安4年（704年）、検校幽営等州都督・安東都護を兼ねた。休璟は張易之兄弟が寵遇をたのみに人臣の道を外れているとして遠ざけるよう皇太子李顕に言上した。神龍元年（705年）、中宗（李顕）が復位すると、休璟は召し出されて輔国大将軍・同中書門下三品に任じられ、酒泉郡公に封じられた。ほどなく特進を加えられ、尚書右僕射に任じられた。中書令に転じ、京師留守をつとめた。まもなく検校吏部尚書を加えられ、宋国公に封じられた。
神龍2年（706年）、致仕した。ときに尚宮の賀婁氏が国政に関与して、彼女を頼りにする者はみな出世していた。休璟の子が賀婁氏の養女を妻に迎えていたため、再び官に復帰することとなった。景龍3年（709年）、休璟は太子少師・同中書門下三品として起用され、監修国史をつとめた。80歳を超えても、請託により栄進を求めたことは、当時の人に非難された。景雲元年（710年）、特進の位を受け、朔方道行軍大総管となり、突厥に備えた。景雲2年（711年）、上表して致仕を請願し、許可された。延和元年（712年）7月、死去した。享年は86。荊州大都督の位を追贈された。諡は忠といった。

## 子女
- 唐先慎（襲爵、陳州刺史）[8][10]
- 唐先択（次子、開元年間に右金吾衛将軍）[8][10]

## 伝記資料
- 『旧唐書』巻93 列伝第43
- 『新唐書』巻111 列伝第36